# سمسار عقارات

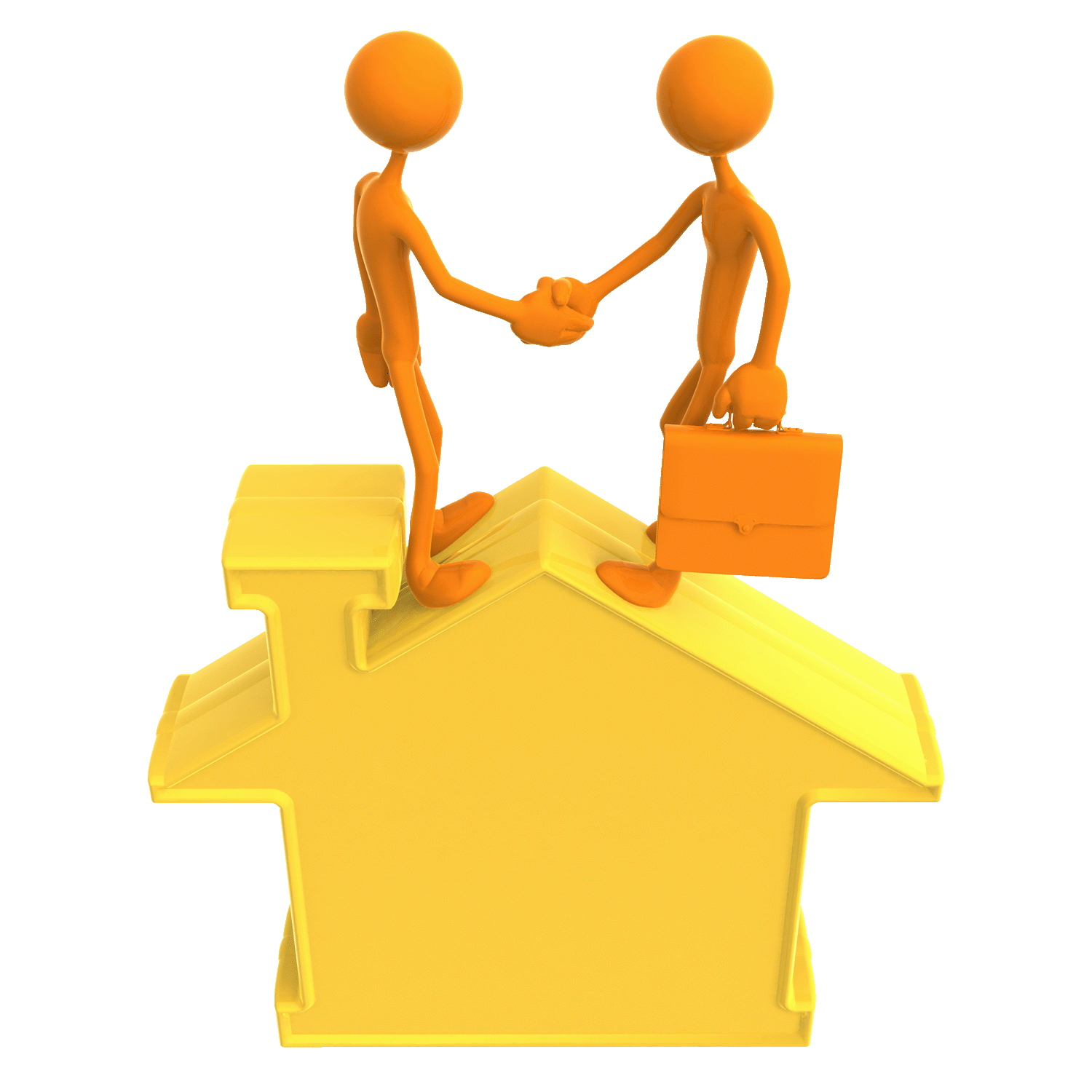

سمسار العقارات أو وكيل العقارات أو الوسيط العقاري هو الشخص الذي ينوب عن بائع العقارات أو مشتريها. في العادة يعمل السمسار بصفة مستقلة بينما يعمل الوكيل لحساب سمسار مرخص. وينبغي على السمسار أو الوكيل الحصول على رخصة مهنية من الحكومة المحلية من أجل مزاولة مهنته التي تتمثل في التفاوض بشأن تفاصيل عقود البيع وإعداد الوثائق اللازمة لاختتام المعاملات العقارية. ينضوي بعض السماسرة والوكلاء في أمريكا الشمالية إلى النقابة الوطنية لوسطاء العقارات، وهي أكبر رابطة تجارية في هذا المجال. ويُلزم جميع أعضاء الرابطة بإتباع مجموعة قواعد أخلاقية خارج نطاق قوانين الدولة من أجل خدمة مصلحة العملاء على أحسن وجه. في العادة يُنصح كل من البائع والمشتري باستشارة خبير عقارات مُرخص بشأن صياغة عقود البيع بشكل سليم بموجب قوانين الوكالة الخاصة بكل ولاية، إذ تشترط معظم الولايات إرفاق كشف كتابي موضح به جميع واجبات والتزامات كل طرف ومُوقع عليه من قبل جميع الأطراف المعنية.

## فئات سماسرة العقارات
بصفة عامة يندرج جميع سماسرة العقارات والوكلاء ضمن أربع فئات رئيسية:
- وكيل البائع: هو الشخص المتعاقد مع مالك العقار لمساعدته في الترويج لممتلكاته المعروضة للبيع أو الإيجار.
- وكيل المشتري: هو السمسار أو التاجر الذي يساعد المشتري في شراء العقارات.
- الوكيل المزدوج: هو الوسيط الذي يساعد كلًا من الطرفين على إتمام صفقة الشراء. وحتى يحافظ هذا السمسار على سلامة رخصته لا بد له من تمثيل جميع الأطراف بأمانة وعدل، كما يجب عليه أن يطلب من كلى الطرفين التوقيع على عقد الوكالة المزدوجة. من الشائع أن تُطبق قوانين خاصة على الوسطاء المزدوجين، لا سيما عندما يتعلق الأمر بالتفاوض بشأن الأسعار. ومن المحتمل وقوع تضارب في مصالح الأطراف في حالة تعيين وكيل مزدوج، مما يؤدي إلى انسحاب السمسار من خدمة كلى الطرفين. قد تختلف قوانين الوكالة المزدوجة من ولاية إلى أخرى في تعريفها للمهنة، كما تمنع بعض الولايات الأخرى مزاولة تلك المهنة من الأساس. وقد تسمح بعض الولايات بالوكالة المزدوجة في الحالات التي تنوب فيها جهة السمسرة (وليس الوكيل) عن كلٍ من البائع والمشتري في آن واحد. فعلى سبيل المثال: إذا كان أحد الوكلاء يعمل لحساب سمسار معين وهو مُكلف ببيع عقار بالنيابة عن أحد الملاك، وفي ذات الوقت يوجد وكيل آخر يعمل لصالح نفس السمسار وينوب عن طرف آخر ينوي شراء هذا العقار، ففي هذه الحالة يسمح القانون بالوكالة مزدوجة، إذ يزاول السمسار عمله في تلك الحالة بصفته الوكيل المزودج.
- وكيل المعاملات: يعمل هذا الشخص لصالح كلى الطرفين بصفته وسيطًا لا أكثر بدون النيابة عنهما بصفة قانونية أو الالتزام بأي واجبات ائتمانية. إذ تتلخص وظيفة هذا السمسار في تسهيل المعاملة فقط، وعلى هذا الأساس يساعد هذا السمسار البائع أو المشتري أو كلاهما على إتمام صفقة البيع بدون تمثيل مصالح أي طرف من الأطراف. وتتضمن المهام التي يتكفل بها هذا السمسار صياغة الوثائق القانونية لتوثيق عقد البيع بين البائع والمشتري، وتقديم المشورة بشأن كيفية إتمام عملية انتقال الملكية من البائع إلى المشتري.

يحصل سمسار العقارات بصفة عامة على عمولة سمسرة في مقابل إتمام صفقة البيع بنجاح. يتراوح مقدار تلك العمولة في الولايات المتحدة بين 5% و6% من سعر العقار المُتفق عليه في حالة خدمة السمسرة الكاملة، وقد تختلف تلك النسبة من ولاية إلى أخرى ومن من منطقة إلى أخرى. وفي العادة يتشاطر وكلاء العقارات المشاركين مقدار العمولة فيما بينهم. كما يتقاضى بعض السماسرة والوكلاء رسوم ثابتة بغض النظر عن قيمة العقار المُباع مما قد يسمح بادخار جزء كبير من المال على حسب الخدمة المعروضة.

## الترخيص
في الولايات المتحدة تقع مسؤولية ترخيص سماسرة العقارات والتجار على عاتق حكومة الولاية ذاتها وليس الحكومة الفيدرالية. إذ توظف كل ولاية «مفوض العقارات» الذي يتولى متابعة أحوال سماسرة العقارات واعتماد رخصهم. تمنح بعض الولايات رخصة صياغة الوثائق القانونية إلى المحامين فقط، بينما تسمح بعض الولايات الأخرى لسماسرة العقارات بذلك أيضًا. كما تصدر الولايات قوانين خاصة بها من أجل تحديد نوع العلاقات المسموح بها بين العميل وسمسار العقارات المرخص، والواجبات القانونية المطلوبة من جهة السمسار. تتباين القواعد التي يفرضها القانون بدرجة كبيرة من ولاية إلى أخرى فيما يتعلق باللغة القانونية المستخدمة في وصف انتقال الممتلكات العقارية، والعلاقات بين الوكلاء وعملائهم، وقوانين الفحص والكشوفات إلى جانب عدة مواضيع أخرى.
تقتضي معظم مقاطعات الولايات المتحدة دراسة قوانين العقارات قبل الحصول على رخصة مزاولة سمسرة العقارات. ويُحظر ممارسة المهنة دون ترخيص، ويمتلك مفوض العقارات الخاص بكل ولاية الحق في تغريم الأشخاص الذين يزاولون مهنة السمسرة بدون ترخيص، بينما لا يُشترط الحصول على ترخيص من جهة البائع أو المشتري الذي ينوب عن نفسه. ومن الجدير بالذكر أنه في بعض الولايات يتولى المحامون إتمام صفقات بيع العقارات بمقابل مالي دون الحاجة إلى الحصول على ترخيص سمسرة.

## الفرق بين التاجر والسمسار
في الماضي كان السماسرة يعملون لصالح ملاك العقارات فقط، وذلك قبل انتشار خدمات البيع المتعددة في عام 1967. في تلك الأوقات كان يُعرف هؤلاء باسم «تجار العقارات»، ولاحقًا تغير هذا المصطلح إلى سمسار نظرًا إلى الطرق المتعددة التي يعتمد عليها السماسرة الآن في مساعدة ملاك الأراضي على إتمام عملية انتقال الملكية بشكل قانوني. ولكن لا تزال بعض الولايات تستخدم مصطلح تاجر في قوانينها في الإشارة إلى سمسار العقارات المرخص.

### تاجر العقارات (أو ما يُعرف في بعض الولايات بسمسار العقارات)
يُسمح للفرد بمزاولة مهنة وكيل عقارات عند حصوله على رخصة تاجر عقارات (تستبدل بعض الولايات مصطلح تاجر بسمسار) من الولاية التي سوف يزاول المهنة بداخلها. وحتى يحصل شخص ما على رخصة تاجر عقارات لا بد له من اجتياز مساقات تعليمية معينة (تتراوح مدتها بين 40 و120 ساعة) واجتياز اختبار قوانين العقارات ومزاولة المهنة. وحتى يتمكن التاجر من مزاولة مهنته فلا بد له من العمل لحساب سمسار عقارات مرخص. فعلى سبيل المثال تشترط ولاية ديلاوير على المتقدم للرخصة اجتياز مساق مدته 99 ساعة حتى يكون مؤهلًا للخضوع لاختبار مزاولة المهنة. بينما تشترط أوهايو اجتياز مساق تعليمي مدته 120 ساعة. كما يجب على الشخص الحاصل على الرخصة المشاركة في برنامج التعليم المتواصل كل عام حتى يكون على اطلاع دائم بالتغيرات التي تتم على مستوى الولاية أو مستوى الدولة.
تُبرم عدة اتفاقيات متبادلة بين الولايات وبعضها مما يسمح للأفراد المرخصين من قبل ولاية معينة باجتياز اختبار الولاية الأخرى دون استيفاء متطلبات المساق التعليمي.

### سمسار العقارات (أو ما يُعرف في بعض الولايات بالسمسار التأهيلي)
يمكن لتاجر العقارات أن يحصل على رخصة سمسار بعد انقضاء عدة سنوات من الخبرة في مهنة تجارة العقارات، إذ يُسمح لسمسار العقارات بإنشاء شركة السمسرة الخاصة به وإدارتها وتشغيلها. كما تسمح بعض الولايات للطلاب المتخرجين بالتقدم للحصول على رخصة سمسرة بدون اشتراط أي خبرة. كما تسمح ولاية كاليفورنيا للمحامين المرخصين بالحصول على رخصة سمسرة دون استكمال المساقات المطلوبة من وكلاء العقارات. في العادة يُشترط على الوكلاء اجتياز المزيد من المساقات بالإضافة إلى اجتياز اختبار السمسرة التابع للولاية. وبعد حصوله على رخصة السمسرة يحق لوكيل العقارات استئناف عمله لصالح سمسار آخر (وفي هذه الحالة يُعرف بالسمسار المشارك أو السمسار المساعد) كما يحق له إدارة شركة السمسرة الخاصة به واستئجار وكلاء عقارات آخرين. قد يُشترط تصريح سمسرة من أجل إدارة مكتب فرعي لشركة سمسرة أو قد لا يُشترط. كما تسمح بعض الولايات للمحامين بمزاولة مهنة السمسرة دون اجتياز أي اختبارات. وتمنح بعض الولايات الأخرى رخصة سمسرة فقط ولا يوجد بها تجار عقارات.

## الخدمات المُقدمة من قبل السمسار
نظرًا إلى اختلاف القوانين المنظمة لعملية بيع العقارات من ولاية إلى أخرى يُنصح باستشارة خبير عقارات مُرخص بصفة عامة.
تتضمن خدمات السمسرة:
- تحليل السوق المقارن: تقدير قيمة العقار ومقارنته بغيره من العقارات. وتختلف تلك الخدمة عن تقدير قيمة العقار في أنها تأخذ العقارات الأخرى المعروضة للبيع بعين الاعتبار.
- تقدير سعر البيع المُحتمل.
- الإشهار: تسويق العقار للزبائن المحتملين.
- تسهيل الشراء: توجيه المشتري نحو إتمام صفقة الشراء.
- تسهيل البيع: توجيه البائع نحو إتمام صفقة البيع.
- إعداد الوثائق القانونية: إعداد الأوراق المطلوبة لإتمام البيع بالنيابة عن البائع.
- خدمة الاستشارة مقابل أتعاب مُحددة بالساعة.
- إيجار العقار في مقابل رسوم ثابتة أو نسبة من الربح الصافي.
- إدارة الممتلكات.
- تبادل الممتلكات.
- بيع العقار في مزاد علني. قد تشترط بعض الولايات وجود ترخيص بذلك.
- صياغة عقود البيع والإيجار.